# Johnny Strong
Johnny Christopher Strong (Los Angeles, 22 luglio 1974) è un attore, musicista e artista marziale statunitense.

## Biografia
È noto per aver preso parte a ruoli in film quali Fast and Furious e Black Hawk Down, in cui interpreta la parte del sergente di prima classe Randall Shughart.

## Vita privata
Alto 1,83 m, il 10 dicembre 1997 ha sposato l'attrice Alexandra Holden, ma la coppia ha in seguito divorziato.

## Filmografia parziale
- Delitti inquietanti (The Glimmer Man), regia di John Gray (1996)
- La vendetta di Carter (Get Carter), regia di Stephen Kay (2000)
- Fast and Furious (The Fast and the Furious), regia di Rob Cohen (2001)
- Black Hawk Down (Black Hawk Down), regia di Ridley Scott (2001)
- Bad Cop - Polizia violenta (Sinners & Saints), regia di William Kaufman (2010)